# Benedetto Bonfigli
Benedetto Bonfigli, född omkring 1420 och död 8 juli 1496, var en italiensk målare.
Bonfigli är den förste kände konstnären i Perugia, där han är föregångare till Perugino och Pinturicchio. 1450-1453 stod han i Nicolaus V:s tjänst i Rom. Bonfiglis främsta verk, freskerna i Perugias rådhus och samt hans tavlor, varav de flesta finns i stadens pinakotek, visar på en begynnade renässansstil.